# آنیر گارسیا
آنیر گارسیا (انگلیسی: Anier García؛ زادهٔ ۹ مارس ۱۹۷۶) دونده اهل کوبا است.
از افتخارات وی میتوان به کسب مدال طلا دو ۱۱۰ متر با مانع در بازی‌های المپیک تابستانی ۲۰۰۰ و بازی‌های المپیک تابستانی ۲۰۰۴ اشاره کرد.